# Подхоз (Бурабайский район)
Подхо́з — упразднённое село в Бурабайском районе Акмолинской области Казахстана. Входило в состав Зеленоборского сельского округа. 

## География
Село располагалось в северной части района, на расстоянии примерно 25 километров (по прямой) к северо-востоку от административного центра района — города Щучинска, в 3 километрах к северо-востоку от административного центра сельского округа — села Зелёный Бор.
Абсолютная высота — 309 метров над уровнем моря.
Ближайшие населённые пункты: село Зелёный Бор — на юго-западе, село Кумызынай — на востоке.

## История
Постановлением акимата Акмолинской области от 11 июня 2007 года № А-6/203 и решением Акмолинского областного маслихата от 11 июня 2007 года № ЗС-27-14 «О внесении изменений в административно-территориальное устройство Акмолинской области по Щучинскому району», зарегистрированное Департаментом юстиции Акмолинской области 11 июля 2007 года № 3228:
- село Подхоз было переведено в категорию иных поселений и исключено из учётных данных;
- поселение упразднённого населённого пункта — вошло в состав села Зелёный Бор.

## Население
В 1989 году население села составляло — 35 человек (из них казахи — основное население).
| Численность населения |
| 1989                  |
| --------------------- |
| 35                    |